# Henri Traoré
Henri Traoré (ur. 13 kwietnia 1983 w Bobo-Dioulasso) – burkiński piłkarz grający na pozycji obrońcy.

## Kariera klubowa
Swoją karierę piłkarską Traoré rozpoczął klubie Étoile Filante Wagadugu. W 2003 roku zadebiutował w jego barwach w burkińskiej Superdivision. W sezonie 2007/2008 wywalczył z nim mistrzostwo Burkiny Faso. Wraz z Étoile Filante zdobył też dwa Puchary Burkina Faso w sezonach 2005/2006 i 2007/2008. W latach 2009–2010 grał w AS SONABEL.
W 2010 Traoré został zawodnikiem ghańskiego klubu Ashanti Gold SC z miasta Obuasi. W 2015 roku zakończył w nim swoją karierę.

## Kariera reprezentacyjna
W reprezentacji Burkiny Faso Traoré zadebiutował w 2005 roku. W 2013 roku został powołany do kadry na Puchar Narodów Afryki 2013.